# Rosa Romojaro
Rosa Romojaro Montero (Algeciras, provincia de Cádiz, 1948) es una poeta, narradora, teórica y crítica literaria, e investigadora española. Catedrática de Universidad de Teoría de la Literatura y Literatura Comparada de la Universidad de Málaga.

## Biografía y trayectoria
Rosa Romojaro, nacida en Algeciras, vive en Málaga desde donde viene desarrollando su labor académica y literaria, como poeta y escritora de diversos géneros (poesía, novela, relato, ensayo y teoría y crítica literarias). Ejerció como catedrática de Enseñanza Media y se doctoró en 1984 con una tesis sobre la lírica de Lope de Vega y el mito clásico. Catedrática de Universidad, posteriormente, ha desarrollado una intensa labor universitaria tanto en la Universidad de Málaga como en diversos Centros de Investigación y Universidades europeas y nacionales, donde ha ejercido como Investigadora y profesora Visitante. Investigadora, asimismo, en Proyectos y Grupos de Investigación de reconocido prestigio (como RETCULT FFI2010-15160, dirigido por el profesor Tomás Albaladejo; o DETTLI CCHS/CSIC, dirigido por el profesor Miguel Ángel Garrido Gallardo; o, en el ámbito andaluz, Recuperación del Patrimonio Andaluz HUM-159 y Teoría y Estudios Literarios HUM-824), ha sido Coordinadora de Máster Universitario y Directora de numerosos Cursos, Simposios, Seminarios Internacionales y Ciclos de Formación Superior y de Postgrado, varios de ellos dirigidos al conocimiento de la creación artística y literaria de la mujer. Su actividad académica ha merecido distintos reconocimientos, paralelos a los recibidos por su labor creativa. 
Sus investigaciones abarcan ámbitos de relevancia en la Teoría y Crítica Literaria, con aportaciones que han sido consideradas fundamentales en los campos tratados. Así, sus novedosos estudios teóricos y metodológicos sobre mito y literatura, en los que se establece por vez primera una sistematización del funcionamiento del mito en la poesía del Siglo de Oro, resuelta en volúmenes como Lope de Vega y el mito clásico (1998), o Funciones del mito clásico en el Siglo de Oro (Garcilaso, Góngora, Lope de Vega, Quevedo) (1998), ampliamente citados, reseñados y recogidos en los catálogos de mayor índice de impacto, así como su último libro Lope de Vega y la teoría de las funciones del mito (2019), donde se establece ya esta sistematización como teoría, junto a los numerosos artículos dedicados a esta materia, publicados en revistas especializadas. Del mismo modo, los dedicados a la crítica de la obra de autores contemporáneos, algunos de ellos pioneros en cuestiones sobre el imaginario y simbología de poetas, como Altolaguirre, iniciados con el artículo "La poesía de Manuel Altolaguirre: Poética de la dualidad" (Revista de Literatura, 58, 116, 1996, pp. 427-449), que culminan en varios libros posteriores: Bibliografía de Manuel Altolaguirre (2007), La poesía de Manuel Altolaguirre (Contexto. Claves de su poética. Recepción) (2008), a la par que en ediciones antológicas de su poesía como Islas del aire (2008) y Versos originales (2010), o los estudios recogidos en el libro Lo escrito y lo leído. Ensayos sobre literatura y crítica literaria (2004), donde se ocupa, igualmente, de la obra de José María Hinojosa, desde las mismas perspectivas hermenéuticas, también tratado en distintos volúmenes conmemorativos y otras publicaciones. Son igualmente significativos sus estudios sobre José Moreno Villa, precedidos, en este caso, por la edición anterior de la poesía de este autor (Antología poética, 1993). Unido a estas aportaciones, el volumen posterior Teoría poética y creatividad (2010) recoge sus teorías sobre la Poética histórica a través de movimientos como el Manierismo, o aspectos de la figuración retórica y literaria, así como sus indagaciones en la Poética moderna y actual, tanto en sus formas líricas, como en sus formas narrativas, a través de ejemplos concretos. Actualmente, ha sido invitada a efectuar incursiones en materias digitales en su relación con las Humanidades, como en la edición del libro Las Humanidades en el mundo digital/El mundo digital en las Humanidades (2019). Por otra parte, en colaboración con los profesores Francisco Morales Lomas y Julio Neira, ha publicado el libro Estudios sobre la poética y la narrativa de Rafael Ballesteros (2020). 
En la prosa ensayística, el libro Rodear la tarde (2003) está formado por una extensa selección de artículos periodísticos de carácter literario, cultural y de actualidad, publicados en el diario Sur (Málaga), donde fue colaboradora durante varios años, compaginando esa colaboración con artículos de crítica literaria en suplementos y medios nacionales de prestigio, como ABCD las Artes y las Letras, Suplemento cultural de ABC, entre otros.
Su creación literaria, en profunda conexión con su tarea investigadora y también docente, abarca distintos géneros: como narradora ha publicado una novela, Páginas amarillas (1992), y distintos relatos en revistas y publicaciones conjuntas, como Revista de Occidente, Costacultural, Sur, 27 Cuentos de narradores malagueños (Centro Cultural Generación del 27)…, algunos de ellos recogidos en su libro No me gustan las mujeres que lloran y otros relatos (2007), así como, recientemente, el libro Puntos de fuga (Cuaderno de Alemania) (2021), libro un tanto inclasificable del que se apunta que podría constituir una nueva forma narrativa, habiendo estado seleccionado como finalista en el Premio Andalucía de la Crítica 2022, en la modalidad de Novela.
En cuanto a su poesía, espacio primordial de su escritura, está constituida, fundamentalmente, por los poemarios Secreta escala (1983); Funambulares mar (1985); Agua de luna (1986); La ciudad fronteriza (1987, 1988), que recibió una Ayuda a la Creación Literaria del Ministerio de Cultura; Poemas sobre escribir un poema y otro poema (1999), editado con motivo de la concesión del Premio Manuel Alcántara; Zona de varada (2001), que obtuvo el Premio Ciudad de Salamanca; Poemas de Teresa Hassler (Fragmentos y ceniza) (2006), Premio Jaén de Poesía; Cuando los pájaros (2010), Premio Internacional Antonio Machado en Baeza y Premio Andalucía de la Crítica; y Mirar el mundo (2014), última selección extensa de sus versos hasta la fecha. Sus poemas han sido recogidos en antologías nacionales e internacionales, y su obra ha sido objeto de estudios y ensayos críticos (por parte de autores como Ricardo Senabre, Miguel García-Posada, Encarnación Sánchez García, Túa Blesa, Sharon Keefe Ugalde, Teresa Hernández, Ángel Luis Prieto de Paula, Almoraima González, José Luis García Martín, Francisco Estévez, Enrico di Pastena, Isabel Paraíso, Pedro L. Ladrón de Guevara, Francisco Morales Lomas, Juan Francisco Ferré, entre otros) y de distintas tesis de doctorado, algunas en curso. Asimismo, varios de sus libros han sido traducidos al italiano (La città di frontiera, en traducción de Annarita Rico de la edición de 1988, al cuidado de Encarnación Sánchez García, Nápoles, Tullio Pironti, 2010), al francés y al alemán (Quand les oiseaux, en traducción de Jean-Pierre Castellani, Binges, Orbis Tertius, 2018, y Therese Hasslers Gedichte (Fragmente und Aschenes), en traducción de Klaus Dirscherl, al cuidado de Marcus Roloff, Heidelberg, Hochroth, 2021), a la par que selecciones de su poesía lo han sido, además, al inglés, árabe y chino. 
Junto a los reconocimientos señalados por sus libros de poemas, en febrero de 2006 recibió en Málaga el Galardón Día de Andalucía de las Letras (Junta de Andalucía), por su trayectoria profesional, e igualmente, también en la conmemoración del mismo Día, en febrero de 2016, el Ayuntamiento de Algeciras, su ciudad natal, le impuso la Insignia de la Ciudad. Del mismo modo, en junio de 2023 se le ha concedido el Premio de las Letras Andaluzas Elio Antonio de Nebrija. Forma parte de la Real Academia de Doctores de España, de la Real Academia de Ciencias, Bellas Letras y Nobles Artes de Córdoba y de la Real Academia de Nobles Artes de Antequera, así como de la Comisión Asesora del Centro Andaluz de las Letras, del Seminario de Estudios Interdisciplinarios de la Mujer (UMA) y de otros colectivos y consejos de entidades culturales y científicas, y de distintos consejos asesores de revistas y colecciones de editoriales.

## Obra poética
- Secreta escala, Málaga, Universidad (“Los cuadernillos del grumete”, 12), 1983 (Colección dirigida por Miguel Romero Esteo) [MA-641-1983].
- Funambulares mar, Málaga, Public. de la Librería Anticuaria El Guadalhorce, 1985 [MA-1985].
- Agua de luna, Málaga, Diputación Provincial ("Puerta del Mar", 28), 1986 [ISBN: 84-505-4605-2].
- Rosa Romojaro [selección de poemas], prólogo de Rafael Pérez Estrada, Málaga, Centro Cultural de la Generación del 27, 1986 [ MA-57-1986 ].
- La ciudad fronteriza, Málaga, Nuevos Cuadernos de María Cristina, ed. de Ángel Caffarena, 1987 [MA-18-1986].
- La ciudad fronteriza, Granada, Don Quijote, 1988 (Ayuda a la Creación Literaria 1987 del Ministerio de Cultura) [ ISBN: 84-85933-69-9 ].
- Poemas sobre escribir un poema y otro poema, Málaga Digital ("Enclave de poesía", 8), 1999 (publicado con motivo de la obtención del Premio Manuel Alcántara de Poesía 1999) [ ISBN: 84-95012-24-3 ].
- Zona de varada, Sevilla, Algaida, 2001 (Premio Ciudad de Salamanca de Poesía 2000) [ ISBN: 84-8433-060-5 ].
- Poemas, presentación de Álvaro García, Málaga, Universidad (Aula de Letras 2000-2001, dirigida por Antonio Gómez Yebra), 2001 [ MA-260/97 ].
- Rosa Romojaro [selección de poemas], presentación de Cristóbal Cuevas, Málaga, Centro Cultural de la Generación del 27 (Máquina y Poesía, 24), 2002.
- Selección. Poemas/Sélection. Poèmes. Traducción de Driss Essounani, Ayuntamiento de Rincón de la Victoria, 2005 [ MA-1266-2005 ].
- Poemas de Teresa Hassler (Fragmentos y ceniza), Madrid, Hiperión, 2006 (Premio Jaén de Poesía 2006) [ ISBN: 84-7517-889-8 ].
- Antología poética (“Semblanza crítica” de Ángel Luis Prieto de Paula), Biblioteca Virtual Miguel de Cervantes, 2008.
- Cuando los pájaros, Madrid, Hiperión, 2010 (Premio Internacional Antonio Machado en Baeza y Premio Andalucía de la Crítica [ ISBN: 978-84-7517-975-9 ].
- La città di frontiera (trad. de Annarita Rico de la edición de 1988, al cuidado de Encarnación Sánchez García), Nápoles, Tullio Pironti, 2010 [ ISBN: 978-88-7937-533-7 ].
- Doce en el doce (Antología breve), Málaga, Ateneo (Plaquette del n.º 15 de la revista Ateneo del Nuevo Siglo), 2012 [ ISSN: 1577-8266 ].
- Mirar el mundo, Málaga, ETC El Toro Celeste, 2014 [ISBN: 978-84-942991-6-2].
- Escribir la memoria, selección de poemas sobre la muerte, en Versos para enterrar el verano 2016. Casabermeja (cuaderno publicado con motivo del encuentro poético celebrado en el cementerio de Casabermeja el 1 de noviembre de 2016), Málaga, Diputación de Málaga, 2016.
- Quand les oiseaux (trad. de Jean-Pierre Castellani), Binges, Orbis Tertius, 2018 [ISBN: 978-2-36783-109-1].
- Therese Hasslers Gedichte (Fragmente und Aschenes) (trad. de Klaus Dirscherl, al cuidado de Marcus Roloff), Heidelberg, Hochroth, 2021 [ISBN: 978-3-903182-75-2].
- Escribir el silencio [16 poemas], Málaga, Jákara, 2021 [MA-586-2021].

## Obra narrativa

### Novela
- Páginas amarillas (El relato de la protagonista), Barcelona, Anthropos ("Ámbitos Literarios/Narrativa"), 1992 [ISBN: 84-7658-347-8].

### Relatos
- No me gustan las mujeres que lloran y otros relatos, Algeciras, Fundación José Luis Cano (“Fuente Nueva”, 11), 2007 [ ISBN: 84-89227-70-5 ].

- Relatos publicados en distintos medios de comunicación, revistas, antologías... (como Sur, Canal Sur, Revista de Occidente, Costacultural, 27 Cuentos de narradores malagueños (Centro Cultural Generación del 27).

### Otra narrativa
- Puntos de fuga (Cuaderno de Alemania), Sevilla, Renacimiento, 2021 (Finalista del Premio Andalucía de la Crítica en la modalidad de Novela, 2022) ISBN: 978-84-18818-11-0.

## Obra teórica y crítica

### Libros
- Edición, Introducción y Notas de José Moreno Villa Antología poética, Sevilla, Editoriales Andaluzas Unidas-Don Quijote ("Biblioteca de la Cultura Andaluza", 88), 1993 [ISBN: 84-85933-89-3].

- Lope de Vega y el mito clásico, Málaga, Servicio de Publicaciones de la Universidad de Málaga, 1998 [ISBN: 84-7496-681-7].

- Funciones del mito clásico en el Siglo de Oro (Garcilaso, Góngora, Lope de Vega, Quevedo), Barcelona, Anthropos, 1998 [ISBN: 84-7658-545-4].

- Lo escrito y lo leído. Ensayos sobre literatura y crítica literaria, Barcelona, Anthropos, 2004 [ISBN: 84-7658-717-1].

- Bibliografía de Manuel Altolaguirre (Obra literaria, ediciones y referencias críticas), Málaga, EDA, 2007 [ISBN: 978-84-935945-4-1].

- La poesía de Manuel Altolaguirre (Contexto. Claves de su poética. Recepción), Madrid, Visor, 2008 [ISBN: 978-84-7522-688-0].

- Edición, Prólogo y Notas de Manuel Altolaguirre, Islas del aire. Antología poética, Sevilla, Renacimiento, 2008 [ISBN: 978-84-8472-264-9].

- Edición, Estudio introductorio y Notas de Manuel Altolaguirre, Versos originales. Antología poética, Sevilla, Renacimiento, 2010 [ISBN: 978-84-8472-497-1].

- Teoría poética y creatividad, Barcelona, Anthropos, 2010 [ISBN: 978-84-7658-998-4].
- Edición e Introducción, Las Humanidades en el mundo digital/El mundo digital en las Humanidades, Valencia, Tirant Humanidades, 2019 [ISBN: 978-84-17706-37-1].
- Lope de Vega y la teoría de las funciones del mito, Barcelona, Anthropos/siglo XXI, 2019 [ISBN: 978-84-16421-45-9].
- Estudios sobre la poética y la narrativa de Rafael Ballesteros, junto a Julio Neira y Francisco Morales Lomas, Málaga, EDA Libros, 2020 [ISBN: 978-84-122099-2-1].
- Edición y Prólogo de En el ritmo interior de la memoria (Homenaje del Ateneo de Málaga a la poeta Inés María Guzmán), Málaga, Ateneo de Málaga, 2022 [ISBN: 978-84-09-40716-3].

### Capítulos de libros y artículos (Selección)
- "El simbolismo del Sol en las Rimas de Lope de Vega", Analecta Malacitana, VII, 1, 1984, pp. 53-78 [ISSN: 0211-934X].
- "Símbolos míticos del poder en el Barroco", Caligrama, II, 3-4, 1985, pp. 171-179  [ISSN: 0213-0971].
- "Lope de Vega y el mito clásico (Humor, amor y poesía en los sonetos de Tomé de Burguillos)”, Analecta Malacitana, VIII, 2, 1985, pp. 267-292 [ISSN: 0211-934X].
- "Poesía boomerang", Puertaoscura, 1, 1985, pp. 58-59.
- "El mito como erudición en las Rimas de Lope de Vega", Boletín de la Biblioteca de Menéndez Pelayo, LXII, enero-diciembre de 1986, pp. 37-75 [ISSN: 0006-1646].
- "Una poética manierista en los años setenta: Turpa de Rafael Ballesteros", Analecta Malacitana, X, 1, 1987, pp. 107-129 [ISSN: 0211-934X].
- "De perfección y misterio", Puertaoscura, 5, 1987, pp. 54-55. Reeditado en Francisco Rico (Coord.), Historia y crítica de la literatura española, IX. Los nuevos nombres: 1975-1990, al cuidado de Darío Villanueva, Barcelona, Crítica, 1992, pp. 229-231 [SBN: 84-7423-545-6].
- "Hacia una definición de alegoría: La alegoría mítica y el tema de Troya en los sonetos de Lope de Vega", Anthropos, Suplementos 10, diciembre de 1988, pp. 43-51 [ISSN: 0211-5611].
- "El mito como ejemplo en los sonetos de Lope de Vega (Estructuras emblemáticas)", en Cristóbal Cuevas García (ed.), Investigaciones filológicas, Málaga, Universidad de Málaga, 1990, pp. 135- 155 [ISBN: 84-600-7453-6].
- "La segunda poética de Moreno Villa", Analecta Malacitana, XIV, 1, 1991, pp. 129-140 [ISSN: 0211-934X].
- "La voz ajena y trasladada (Hacia el concepto de metáfora en el siglo XVII)", Caligrama, 4, 1991, pp. 59-73  [ISSN: 0213-0971].
- "José Moreno Villa o el destino de precursor (Reflexiones sobre su vida y su obra poética)", en José Moreno Villa, Antología poética, Sevilla, Editoriales Andaluzas Unidas-Don Quijote, 1993, pp. 11-74 [ISBN: 84-85933-89-3].
- "Algunas indagaciones sobre la teoría tradicional de la metáfora en la crítica literaria contemporánea", Caligrama, 5, 1993, pp. 9-19 [ISSN: 0213-0971].
- "La poesía de Manuel Altolaguirre: poética de la dualidad”, Revista de Literatura, LVIII, 116 (1996), pp. 427-449 [ISSN 0034-849X].
- "Prólogo" a AA.VV., Lazos, Málaga, Corona del Sur, Asociación de Mujeres Kartio, 1999, pp. 5-8 [ISBN 84-95288-07-9].
- "Prólogo" (en colaboración) a Inés María Guzmán, Hace ya tiempo que no sé de ti, Málaga, Plaza Mayor. Poesía, 1999.
- Introducción a la pintura de María del Mar Ruiz Castilla en Catálogo: Verónica García Romero. María del Mar Ruiz Castilla. Teresa Werner Heredia, Málaga, Unicaja Fundación, 2000.
- "La aventura del lenguaje", en Escribir mujer. Narradoras españolas hoy, Actas del XIII Congreso de Literatura Española Contemporánea, Málaga, Publicaciones del Congreso de Literatura Española Contemporánea, 2000, pp. 141-156 [ ISBN: 84-921919-2-9 ].
- "Rafael Ballesteros Durán", en Cristóbal Cuevas (ed.), Diccionario de Escritores de Málaga y su Provincia, Madrid, Castalia, 2002, pp. 87a-96a [ISBN: 84-9740-036-4].
- “Prólogo” a Fernando Ortiz, Centro Cultural de la Generación del 27 (“Diversos”, 4), 2004. Reproducido en ''El Maquinista de la Generación''. Centro Cultural de la Generación del 27, núm. 8, octubre de 2004, p. 76 [ISSN: 1577-340X].
- "Temas y procedimientos en la poesía de Manuel Altolaguirre", en AA.VV., A zaga de tu huella. Homenaje al Profesor Cristóbal Cuevas, T. II, Málaga, AEDILE, 2005, pp. 251-270 [ ISBN: 84-921919-9-6 (Tomo II) ] [ ISBN: 84-934305-0-1 (Obra completa) ].
- ”Líneas imaginarias y desarrollos poéticos en la lírica de Manuel Altolaguirre”, en James Valender (ed.), El espacio interior. Manuel Altolaguirre (1905-1959), Sevilla/ Madrid, Junta de Andalucía/Sociedad Estatal de Conmemoraciones Culturales, 2005, pp. 107-127 [ ISBN: 84-8266-521-9 ].
- ”Figuración imaginaria en La sangre en libertad de José María Hinojosa”, en Julio Neira y Almoraima González, Escondido en la luz. José María Hinojosa y su tiempo, Málaga, Centro Cultural de la Generación del 27, 2005, pp. 113-130 [ ISBN: 84-7785-699-0 ].
- Comentarios al poema “Recuerda”, en María Rosal, Con voz propia. Estudio y Antología comentada de la poesía escrita por mujeres (1970-2005), Sevilla, Renacimiento, 2006, pp. 228-232 [ ISBN: 84-8472-272-4 ].

- “Funciones del mito clásico en Quevedo. Antología de ejemplos poéticos”, en Sobre Quevedo y su época. Homenaje a Jesús Sepúlveda, ed. cuidada por Felipe B. Pedraza y Elena E. Marcello, Cuenca, Ediciones de la Universidad de Castilla-La Mancha, 2007, pp. 343-384 [ ISBN: 978-84-8427-529-9 ].
- “Vida y poesía” [Versos y años. Poesía 1975-2003], en Emilio Barón (ed.), La poesía de Fernando Ortiz, Sevilla, Alfar, 2007, pp. 97-98 [ ISBN:978-84-7898-265-3 ].
- “Palabra y tiempo. Fernando Ortiz”, en Emilio Barón (ed.), La poesía de Fernando Ortiz, Sevilla, Alfar, 2007, pp. 133-141 [ ISBN: 978-84-7898-265-3 ].
- “La Literatura olvidada”, Mercurio, núm. 91, junio de 2007, pp. 12-13 [ISSN: 1139-7705].
- “Prólogo” (“Historia de una lectura”) a Manuel Altolaguirre, Islas del aire (Antología poética), Sevilla, Renacimiento, 2008, pp. 9-44 [ ISBN: 978-84-8472-264-9 ].
- "El luthier y los ángeles sin sombra de Filomena Romero", El Maquinista de la Generación, núm. 16, 2008, pp. 171-172 [ISSN: 1577-340X].
- “Fundamentos simbólicos en la poesía de Manuel Altolaguirre”, en S. Crespo, Mª L. García-Nieto. M. González de Ávila, J. A. Pérez Bowie. A. Rivas y Mª J. Rodríguez S. de León (eds.), Teoría y análisis de los discursos literarios. Estudios en homenaje al profesor Ricardo Senabre Sempere, Salamanca, Ediciones Universidad de Salamanca, 2009, pp. 373-383 [ ISBN: 978-84-7800-286-3 ].
- "José Manuel Caballero Bonald y Juan Martínez. Antídotos" El Maquinista de la Generación, 17, octubre de 2009, pp. 213-215 [ISSN: 1577-340X].
- “Poética de la vida y poética de la poesía”, Estudio introductorio a Manuel Altolaguirre, Versos originales (Antología poética), Sevilla, Renacimiento, 2010, pp. 9-78, ISBN 978-84-8472-497-1.
- “Appunti su una cronologia poetica”. La città di frontiera (Introducción), Nápoles, Tullio Pironti, 2010, pp. 5-10, ISBN 978-88-7937-533-7.
- "La poesía de Luis Alberto de Cuenca", Barcarola, 77, 2011, pp. 179-184, ISSN 0213-0947.
- "Miguel Romero Esteo, de la vanguardia a los orígenes" (Artículo-Entrevista), Campo de Agramante. Revista de Literatura, 15, 2011, pp. 51-68 [ISSN: 1578-2433]. Reproducido (PDF) del original en Biblioteca Virtual Miguel de Cervantes. www.cervantesvirtual.com. Reeditado en ETC. El Toro Celeste, núm. 16, 2016, pp. 58-72 [ISSN: 2340-1001], www.eltoroceleste.com.
- “Indagaciones sobre la voz poética de José Moreno Villa”, en AA.VV., José Moreno Villa. Un Yo cercado de infinito. Sevilla/Madrid, Junta de Andalucía. Consejería de Cultura/Documenta Artes y Ciencias Visuales, 2012, pp. 128-147 [ ISBN: 978-84-96130-58-6 ].
- “Creación y mujer: Las poetas del 27”, en F. González Alcázar, F. A. Moreno Serrano y J. F. Villar Dégano (eds.), Literatura, pasión sagrada. Homenaje al Profesor Antonio García Berrio, Madrid, Editorial Complutense, 2013, pp. 743-753 [ ISBN: 978-84-9938-147-3 ].
- “El árbol frente al mar. Simbología poética en autores malagueños del 27”, en Antonio Gómez Yebra (ed.), Estudios sobre el Patrimonio Literario Andaluz (Homenaje al profesor Cristóbal Cuevas), Málaga, AEDILE, 2013, pp. 453-472 [ ISBN: 978-84-937837-4-7 ].
- “El poema en prosa y, al fondo, el Diario de Juan Ramón Jiménez”, en Antonio Gómez Yebra (ed.), Estudios sobre el Patrimonio Literario Andaluz (Homenaje al profesor Salvador Montesa), Málaga, AEDILE, 2014, pp. 81-99 [ ISBN:978-84-937837-5-4 ].
- “Aire, agua, fuego, tierra vida”, Prólogo a Concepción Martínez-Carrasco Pignatelli, Los cinco elementos, en colaboración con Enrique Baena, Granada, Diputación de Granada (Genil de Literatura, 66, colección dirigida por Antonio Carvajal), 2015, pp. 7-20 [ISBN 978-84-7807-546-1].
- “Tratamiento manierista del mito clásico en el Barroco”, en Antonio Chicharro (ed.) Porque eres, a la par, uno y diverso. Estudios literarios y teatrales en Homenaje al Profesor Antonio Sánchez Trigueros, Granada, Universidad de Granada, 2015, pp. 723-749 [ISBN: 978-84-338-5749-1].
- “Hablando de su Rosa en su corazón (Sobre Cantos a Rosa)”, en Ana Calvo Revilla, Juan Luis Hernández Mirón y Fabiola de Santisteban (eds.), Muñoz Rojas (2). Creación literaria, Madrid, Triacastela, 2015, pp. 265-272 [ISBN 978-84-95840-89-9].
- Prólogo a Isabel Romero, Metáfora de invierno, Madrid, Torremozas, 2016, pp. 7-12, en colaboración [ISBN 978-84-7839-646-7].
- "Viaje al centro del dolor y la belleza por el mar insondable de lo escrito: la catarsis", prólogo a Jesús Baena Criado, Amaro, Málaga, ETC El Toro Celeste, 2018, pp. 9-18 [ISBN: 978-84-948092-8-6].
- "Configuración de un Universo: Jardín cerrado de Emilio Prados", en Emilio Prados. Vida y poesía, Sevilla, Junta de Andalucía, 2021, pp. 223-255 [ISBN: 978-84-9959-379-1].
- "El imaginario poético de la Generación del 27. Manuel Altolaguirre", en Enrique Baena (ed.), Málaga literaria (Perspectivas contemporáneas, intertextualidad y contextualizaciones), Málaga, UMA Editorial, 2021, pp. 325-366 [ISBN: 978-84-13-35-082-0].
- "(Micro)Prólogo" a 100 palabras en un metro. Microrrelatos ganadores, "6º Certamen micro-relatos. Metro-Málaga", 2021 (donde la autora actuó como "madrina" del Certamen y presidenta del jurado que seleccionó los microrrelatos ganadores en 2020).
- "La poética de Rafael Ballesteros: Una escritura de los límites", en José Lara Garrido, Belén Molina Huete y Pedro J. plaza González (eds.), En sí perdura. Tradición y modernidad en la obra de Rafael Ballesteros, Sevilla, Renacimiento, 2022, pp. 79-116 [ISBN: 978-84-19231-10-9].
- “Con Proteo en la defensa de la lectura y la escritura” (y “La cita” —poema—), en AA.VV., Todos con Proteo. 45 creadores españoles, ed. de Anastasio Álvarez Martín, Málaga, Promotora Cultural Malagueña, Edición del Genal, 2022, pp. 185-193 (y 141-142) [ISBN: 978-84-18896-53-8].
- “El grupo poético malagueño en el origen y formación de la Generación del 27. Su significación primordial. Elementos distintivos en torno al concepto del límite”, Anales de la Real Academia de Doctores de España, Vol. 7, 3, 2022, pp. 663-686 [Discurso de Ingreso en la Real Academia de Doctores de España, en Madrid, el día 11 de mayo de 2022, con la adición de notas y bibliografías].
- “Poesía del 27 desde los límites: Hinojosa, Altolaguirre, Prados. Poetas olvidadas”, en Gilles del Vecchio y Nuria Rodríguez Lázaro (eds.), Andalucía  en la Generación el 27, Córdoba, UCO Press. Editorial Universidad de Córdoba, 2023, pp. 205-230 [ISBN: 978-84-9927-738-7].

## Ensayo periodístico (Libros y artículos)
- Rodear la tarde,  Málaga, Sarriá, 2003 [ISBN: 84-95129-77-9].
- Artículos de Opinión publicados en el diario Sur de Málaga, desde diciembre de 2000 a noviembre de 2002, en la sección “Cita en el Sur” [ISSN: 2173-0261].

## Traducciones
- Balada de las montañas, de Helen Weider (versión inglesa), en colaboración, Málaga, Publicaciones de La librería Anticuaria El Guadalhorce, ed. de Ángel Caffarena, 1987.
- Gaviota de polvo, de Mheddi Acrif, en colaboración, Córdoba, La Manzana Poética, 2008.

## Premios y distinciones
- Ayuda a la Creación Literaria 1987 del Ministerio de Cultura.
- Selección de la novela Páginas amarillas en la tercera edición del Premio Literario Elle (1993).
- VII Premio de poesía Manuel Alcántara 1999.
- IV Premio de Poesía Ciudad de Salamanca 2000.
- XXII Premio Jaén de Poesía 2006.
- Miembro de la Real Academia de Ciencias, Bellas Letras y Nobles Artes de Córdoba, desde 2006 hasta la actualidad.
- Galardón Día de Andalucía de las Letras 2006 (Por trayectoria profesional: "Aportación al pensamiento y a la reflexión literaria"). Junta de Andalucía. Málaga. 24-2-2006.
- Finalista de la VI edición del Premio del Consejo Social de la Universidad de Málaga 2007.
- Finalista del Premio Andalucía de la Crítica 2007.
- Imposición de la Insignia de don Luis de Góngora de la Real Academia de Ciencias, Bellas Letras y Nobles Artes de Córdoba. 20-3-2007.
- Miembro de la Real Academia de Nobles Artes de Antequera (desde 2007, etapa fundacional, y 2010 etapa constitucional, hasta la actualidad).
- Premio Internacional de Poesía Antonio Machado en Baeza 2010.
- Premio Andalucía de la Crítica 2011.
- Propuesta por la Fundación María Zambrano para optar al Premio Nacional de Literatura (poesía) para el año 2011 (Ministerio de Cultura).
- Galardón Día de Andalucía con Imposición de la Insignia de la Ciudad de Algeciras. Excmo. Ayuntamiento de Algeciras. 26-2-2016. http://www.europasur.es/article/algeciras/2228544/algeciras/reconoce/la/solidaridad/y/la/labor /social/como/distintivo/andaluz.html
- Pregonera Oficial de la XXXI Feria del Libro de Algeciras 2016.
- Homenaje “Recital poético Plaza de San Isidro”, Algeciras 2017.
- Homenaje Museo Jorge Rando, Málaga 2018.
- Académica Electa de la Real Academia de Doctores de España (Sección Humanidades), desde el 20-11-2019. Toma de posesión 11-05-2022.
- Homenaje, junto a otras cuatro investigadoras Catedráticas de Universidad en el volumen Cambio generacional y mujeres universitarias (2019). Seminario de Estudios Interdisciplinarios de la Mujer en la Universidad de Málaga (SEIM).
- Medalla de Oro del Ateneo de Málaga por su trayectoria profesional y literaria, septiembre de 2021.
- Vocal de Poesía del Ateneo de Málaga desde octubre de 2021 hasta la actualidad.
- XV Premio de las Letras Andaluzas Elio Antonio de Nebrija, 2023.